# Selenio nativo
Il selenio nativo è un minerale composto da selenio con qualche impurità di zolfo.

## Morfologia
Il selenio si trova comunemente sotto forma di cristalli aciculari fino a 2 cm, forma aggregati a forma di foglio raramente cristalli di forma romboedrica o aciculare. Il selenio nativo si trova sotto forma di cristalli distinti o in forma granulare.

## Origine e giacitura
Il selenio nativo si forma per sublimazione nelle emissioni vulcaniche come lo zolfo nativo o per ossido-riduzione degli affioramenti contenenti selenio.